# كلية العلوم- ظهر المهراز
كلية العلوم- ظهر المهراز - فاس كلية مغربية تأسست سنة 1980 بمدينة فاس. التعليم فيها مجاني وباللغة الفرنسية وتنتمي لجامعة سيدي محمد بن عبد الله